# Hispania Tarraconensis

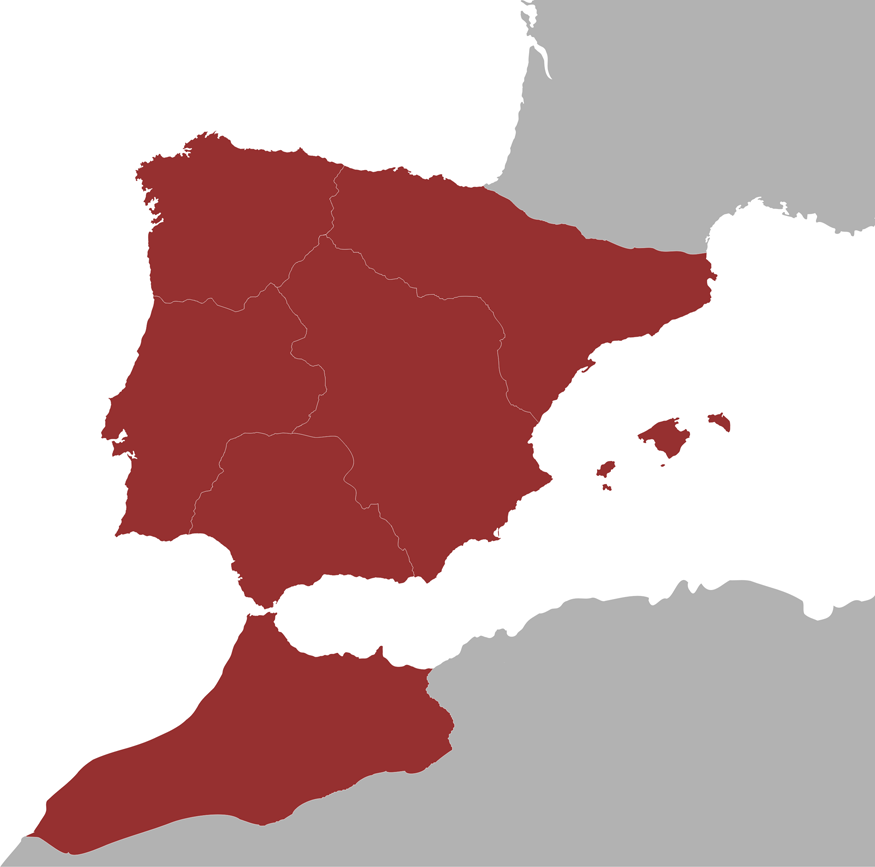
Hispania provincia legnagyobb kiterjedésében

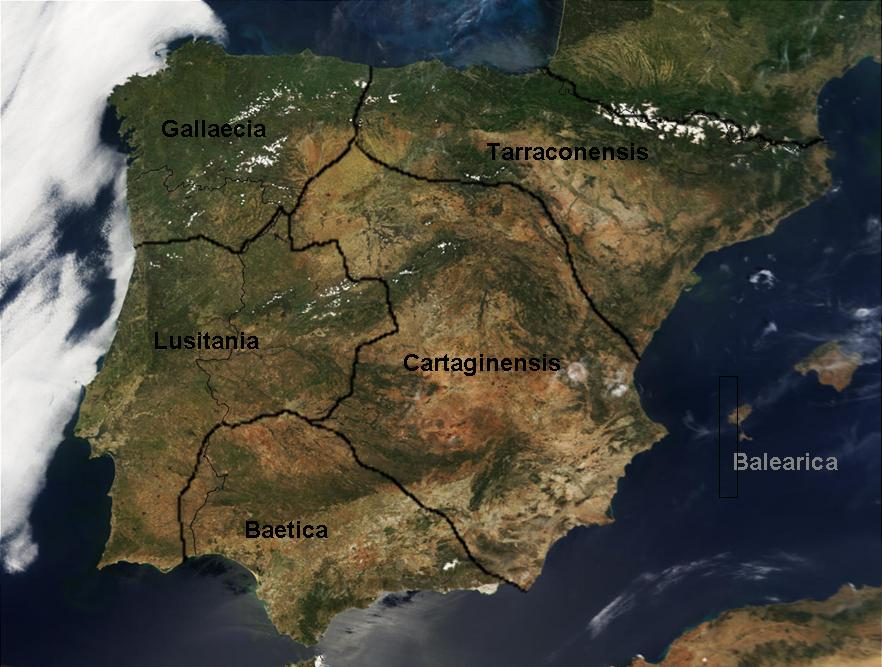
Hispania a diocletiusi reform után

Hispania Tarraconensis a három Hispániában lévő római provincia egyike volt a Salamantica székhelyű Lusitania és a Corduba székhelyű Baetica mellett. Utóbbi a portugál határtól keletre, leginkább a mai Andalúziának, előbbi leginkább a mai Portugáliának felel meg.

## Történet
Az Ibériai-félszigetet római uralom alatt az Ebro völgye felől Augustus egyesítette. A kantábriai háborúk után mintegy 300 évig létezett a Nagy-Tarraconensis.
Diocletianus alatt, 293-ban Gallaecia és Carthaginensis részek leváltak, így Tarraconensis maradt a félsziget északkeleti része a Ribera del Duero borrégióig. 409 után a birodalom meggyengült, ezt a baszkok és a cantabrusok lázadása is erősítette, ezután a Vizigót Királyság szerzett befolyást a területen.
A bor- és olajbogyó-termelés mellett a terület és különösen a Duero és Ebro közti hegyek aranykitermelésben volt a legjelentősebb.

## Népek
Kezdetben (i. e. 8. és 6. század) között a föníciaiak és a karthágóiak foglalták el az Ibériai-félsziget partvidékét. A rómaiak a Kr. e. 2. században érkeztek. A görögöknek is voltak már ekkor kolóniái.

## Vallás
A rómaiak előtti népek különféle többistenhívő vallásokat gyakoroltak. Itt is megfigyelhető, hogy a népesség saját isteneit a római uralom hatására római istenekkel azonosította.

## Kivitel
Tarraconensis fő ásványi és élelmi exportcikkei többek között, arany, ezüst, vas, ón, márvány, bor, olajbogyó (olívabogyó)